# الـ 28 صفحة
تشير الـ 28 صفحة إلى القسم الأخير من تقرير ديسمبر 2002 حول «التحقيق المشترك في أنشطة مجتمع المخابرات قبل وبعد الهجمات الإرهابية في 11 سبتمبر 2001»، الذي أجرته لجنة اختيار مجلس الشيوخ للاستخبارات ولجنة مجلس مخابرات النواب المختارة الدائمة. وقد عنون هذا القسم ب«الجزء الرابع: البحث والمناقشة والرواية فيما يتعلق ببعض المسائل الحساسة للأمن القومي»، ويشير مخلص التحقيق إلى الدعم المالي واللوجستي وغير ذلك من أشكال الدعم المحتمل الذي قُدم إلى مختطفي الطائرات وشركائهم من قبل المسؤولين السعوديين وأشخاص آخرين الذين يشتبه في أنهم عملاء سعوديين.

## المحتوى
تشير الصفحات الـ 28 إلى أن بعض مختطفي الطائرات في هجمات 11 سبتمبر قد تلقوا دعماً مالياً من أفراد مرتبطين بالحكومة السعودية. وتعتقد مصادر مكتب التحقيقات الفيدرالي أن إثنين على الأقل من هؤلاء الأفراد هم ضباط في الاستخبارات السعودية. وتعتقد الاستخبارات الأمريكية أن الأفراد المرتبطين بالحكومة السعودية في الولايات المتحدة قد يكون لهم علاقات بتنظيم القاعدة.
رفع أقارب ضحايا أحداث 11 سبتمبر دعاوى مدنية ضد السعوديين وزعموا فيها بأن محاولة رجلان اللذان كانت لهما علاقات طويلة الأمد بالحكومة السعودية - وهما «محمد القديحي» و«حمدان الشلوي» - لدخول مقصورة قيادة طائرة الخطوط الجوية «أميركا ويست» في نوفمبر 1999 كانت «تجربة لهجمات سبتمبر 2001».
وأفادت تقارير مكتب التحقيقات الفيدرالي أن سفارة المملكة العربية السعودية في واشنطن غطّت نفقات رحلتيهما آنذاك.
ونقلت الـ28 صفحة وثيقة من مكتب إف بي آي الميداني في فينيكس تقول بأن «اف بي آي في فينيكس يعتقد الآن أن هؤلاء الرجلان كانوا على وجه التحديد يحاولون اختبار الإجراءات الأمنية في خطوط أميركا ويست الجوية استعدادًا لعمليات أسامة بن لادن والقاعدة وتعزيزهما.»
وتزعم بعض المعلومات المسربة من وثائق وكالة الاستخبارات المركزية ومكتب التحقيقات الفيدرالي (إف بي آي) إن هناك «أدلة لا جدال فيها» على أن هناك مسؤولون حكوميون سعوديون، منهم مسوولون في السفارة السعودية في واشنطن والقنصلية في لوس أنجلوس، قدموا لمختطفي الطائرات مساعدات مالية ولوجستية. وقد كان من بين أولئك الذين تم تسميتهم هو السفير السعودي آنذاك الأمير بندر وأسامة بسنان وهو عميلًا للمخابرات السعودية، وكذلك رجل الدين الأمريكي في تنظيم القاعدة أنور العولقي، ومحمد عطا المخطط الرئيسي لتفجيرات 11 سبتمبر، وعصام غزاوي الذي كان مستشار لابن شقيق العاهل السعودي الاسبق الملك فهد.

## قرار التصنيف
عندما نشر تقرير التحقيق المشترك للكونغرس في يوليو 2003، تم تنقيح 28 صفحة تمامًا منه بإصرار إدارة جورج دبليو بوش. وكان ذلك القسم حول صلة الحكومة السعودية المحتملة بالهجوم. وقد ادعى بوش أن إطلاق هذه المادة «سيكشف عن مصادر وأساليب من شأنها تجعل من الصعب علينا كسب الحرب على الإرهاب».

## الحملة لرفع السرية عن 28 صفحة
في يوليو 2003، ضغط السيناتور بوب غراهام على لجنة اختيار مجلس الشيوخ للاستخبارات، لإصدار المادة. لكن اللجنة لم تصوت على ذلك وتم رفض طلبه. ثم كتب السيناتور بات روبرتس والسيناتور جاي روكفلر إلى غراهام أنه «من وجهة نظرنا نشر معلومات إضافية من الجزء الرابع يمكن أن يؤثر سلبًا على جهود مكافحة الإرهاب الجارية.» وقال غراهام في وقت لاحق إن الرد أظهر بأن لجنة الاستخبارات تكن «احترامًا قويًا للسلطة التنفيذية». وفي نفس الشهر، انضم السيناتور سام براون باك إلى حوالي 42 شخص من أعضاء مجلس الشيوخ الديمقراطيين لدعوة الرئيس بوش إلى الإفراج عن 28 صفحة والتي تم تغطيتها لـ«مصلحة الأمن القومي». وصرح السناتور غراهام بأن الرفض هو يعني «استمرار نمط الأشهر السبعة الأخيرة- وهو نمط من الاستخدام المفرط لمعايير الأمن القومي لحرمان الناس من معرفة ضعفهم».
في ديسمبر 2013، قام الممثلان والتر بي جونز وستيفن لينش، بتقديم قرارًا يحث رئيس الولايات المتحدة باراك أوباما على رفع السرية عن الـ28 صفحة (قرار رقم 428). ودعم القرار 21 مشاركًا في الكونغرس الـ113.
وفي يوليو عام 2014، أنشأ الكاتب المستقل براين ماكلينشي موقعا اسمه 28Pages.org لتوفير معلومات حول 28 صفحة للجمهور والصحفيين، وتسهيل الوصول إلى هذه الصفحات ورفع السرية عنها.
في يناير 2015، قدم الممثلون جونز ولينش ومسي، قرار مجلس النواب رقم 14 مع بدء كونغرس الولايات المتحدة رقم 115. وكانت صياغته مطابقة لـ قرار رقم 428 في المؤتمر السابق. وقد دعم القرار 71 مشاركًا.
وفي 1 يونيو 2015، قدم السيناتور راند بول مشروع قانون 1471، وذلك قانون الشفافية لعائلات ضحايا أحداث 11 سبتمبر والناجين. وقد انضم إلى هذا المشروع السناتور رون وايدن، وكيرستن جيليبراند كداعمين أساسين. ولم يدعم أي عضو آخر في المجلس لإجراءه، الذي كان يسعى إلى اجبار الرئيس أوباما على إصدار الـ28 صفحة.
في 10 أبريل 2016، نشر برنامج 60 دقيقة مقطع فيديو، من مقابلة أجراها مع بوب غراهام السناتور السابق، وتيم رويمر عضو الكونغرس السابق وعضو لجنة 11 سبتمبر، وجون ليهمان العضو السابق في لجنة 11 سبتمبر. كما أجرى مذيع البرنامج مقابلة مع شون كارتر وجيم كريفيندلر، المحامين الذين يمثلا أفراد عائلة ضحايا 11 سبتمبر والناجين وشركات التأمين التي تلاحق المملكة بسبب دعمها المزعوم للهجمات. وقبل بث البرنامچ، أصدرت القائدة الديمقراطية في مجلس النواب نانسي بيلوسي بيانا تحث على إطلاق الصفحات.
في يوليو 2016، أصدرت الحكومة الأمريكية وثيقة سرية أعدّها المحققان الأميركيان دانا ليسمان ومايكل جاكوبسون، وهي معروفة باسم «وثيقة 17» تتضمن معلومات عن أكثر من 10 شخصاً منهم فهد الثميري وعمر البيومي وأسامة باسنان، ومحمدضار عبد الله، مُشتبه في وساطتهم بين الحكومة السعودية وخاطفي الطائرات.
في 19 أبريل 2016 أتيحت الوثيقة للجمهور على موقع 28Pages.org لأول مرة. وفقًا للسناتور الديمقراطي الأمريكي السابق بوب غراهام، «استند جزء كبير من المعلومات في وثيقة 17 إلى ما هو في الـ 28 صفحة».
أعربت الحكومة السعودية عن دعمها لرفع السرية عن الـ28 صفحة، قائلة إنها «ستسمح لنا بالرد على أي ادعاءات بطريقة واضحة وذات مصداقية». وقال عضو الكونغرس ستيفن لينش: «أعتقد أنه قد يكون هناك بعض الازدواجية من جانب السعوديين من حيث رغبتهم في كشف الـ28 صفحة».